# Ana Muñoz
Ana Muñoz (actriu espanyola de finals del segle xvi i primers anys del següent).
El seu verdader cognom no se sap perquè les dones solien en aquell temps prendre el nom de les mares i així també ho va fer Ana, perquè consta que la seva mare era una altra Ana Muñoz que morí a Madrid el 16 de febrer de 1616.
Aquesta actriu es casà amb el cèlebre comediant sevillà Antonio de Villegas el 1589 i des de llavors començaren a recórrer diverses ciutats d'Espanya amb la seva companyia, en la que era Ana Muñoz la primera dama malgrat que residint la major part del temps entre Madrid i Sevilla.
Ana Muñoz devia ser una actriu excel·lent, perquè com a tal la cita diverses vegades Agustín de Rojas en el seu Viaje entretenido (1604), i el 1615 el doctor Cristobal Suarez de Figueroa, en la seva Plaza universal de todas ciències y artes, la recorda entre les millors que hi havia en el seu temps. I consta que no li feien por certes dificultats del seu art, perquè en les Exèquies poètiques, de Lope de Vega, per Fabio Franchi (pàg. 65 de l'edició de Madrid), si diu que Ana Muñoz, sortint un dia a cavall en el teatre, va caure; i com que estava embarassada, va avortar un fill mascle. El que feu pensar que no hi hauria nissaga Villegas.
Malgrat tot, tingueren més fills, ja que n'hi ha notícia de cinc més. El gran seria Juan Bautista de Villegas, representant i autor dramàtic. Mort prematurament el 1623. Després vindria Francisco, poeta dramàtic que no continuà la professió histriònica. Ana Francisca nascuda el 1608, i encara el 4 de març de 1613 els nasqué una altra filla, a la que li posaren el nom de Josefa.
Però el 29 de maig d'aquest mateix any, Ana Muñoz resta vídua. Com a dona valenta, determinà continuar regint la companyia del seu marit, cosa que va fer durant algun temps.
Malgrat que no deuria baixar de quaranta anys, no dubtà en contraure nou matrimoni amb el seu company de feina Pedro Cebrián, amb el qui consta ja casada el 1616, quan ambdós compren en el carrer de Cantarranas, --avui Lope de Vega-- la casa frontera de les Trinitàries, en la que molts anys després, el 1656, i morí, Cebrián, anomenant-se vidu d'Ana Muñoz i deixant per testamentaria la fillastra Ana de Villegas que vivia en companyia seva.